# Griseosphinx
Griseosphinx är ett släkte av fjärilar. Griseosphinx ingår i familjen svärmare.
Kladogram enligt Catalogue of Life:
| Griseosphinx | \| \| Griseosphinx corolla \| \| \| \| \| \| Griseosphinx cottoni \| \| \| \| \| \| Griseosphinx hyperion \| \| \| \| \| \| Griseosphinx montana \| \| \| \| \| \| Griseosphinx preechari \| \| \| \| |
|              | \| \| Griseosphinx corolla \| \| \| \| \| \| Griseosphinx cottoni \| \| \| \| \| \| Griseosphinx hyperion \| \| \| \| \| \| Griseosphinx montana \| \| \| \| \| \| Griseosphinx preechari \| \| \| \| |
|              | Griseosphinx corolla |
|              | |
|              | Griseosphinx cottoni |
|              | |
|              | Griseosphinx hyperion |
|              | |
|              | Griseosphinx montana |
|              | |
|              | Griseosphinx preechari |
|              | |